# Louis Capone
Louis Capone (5 de septiembre de 1896 – 4 de marzo de 1944) fue una figura del crimen organizado neoyorquino que llegó a ser un supervisor de Murder, Inc.. Louis Capone no está emparentado con Al Capone, el jefe de la Chicago Outfit. Capone fue condenado por asesinato en 1943 y sentenciado a muerte. Fue electrocutado en la prisión de Sing Sing el 4 de marzo de 1944.

## Biografía
Capone nació en Nápoles, Italia, y se mudó a Nueva York con su familia siendo un niño. Creció en Coney Island, Brooklyn. De adulto, Capone se mudó a Brownsville, Brooklyn. 
Capone fue descrito como un hombre cortés y bien arreglado que irradiaba simpatía. Tenía los ojos azul claro y la nariz rota.

## Garitos de la Mafia
Los negocios legítimos de Capone eran una pasticceria (un establecimiento de estilo italiano que servía café y pasteles) en Brooklyn. La pasticceria se hizo un lugar popular para los adolescentes locales, incluyendo futuros líderes pandilleros como Abe Reles y Harry Maione. Capone construyó una relación con los muchachos dándoles comida gratis. Estos jóvenes pronto se convirtieron en los protegidos criminales de Capone.
Capone tenía fuertes conexiones con la Purple Gang de Detroit, y estaba operando operaciones de usura tanto en Detroit como en Nueva York. También estaba involucrado en extorsión de sindicatos con el sindicato local de yeseros y tenía lazos cercanos con el mafioso Joe Adonis.

## Murder, Inc.
Con el final de la Guerra de los Castellammarenses en 1931, las pandillas de Reles y Maione se desarrollaron hacia una red de sicarios que sería conocida como Murder, Inc. Albert Anastasia, un cliente del restaurante de Capone, persuadió a los dos grandes líderes de que podían ganar mucho dinero si trabajaban juntos para la Cosa Nostra. Anastasia enviaría las órdenes de asesinato al mafioso Louis "Lepke" Buchalter, el jefe de Murder, Inc. Capone reclutaría al sicario de las pandillas de Reles y Maione. Estos eran principalmente rufianes judíos e ítalo-estadounidenses de Brooklyn. Para 1934, todas las familias de la Cosa Nostra utilizaban a Murder, Inc. Con el paso del tiempo, Capone pasaba cada vez más horas mediando en disputas entre los dos líderes pandilleros.

## Murders
En 1936, Capone participó en el asesinato de Joseph Rosen. Buchalter había previamente arruinado el negocio de camiones de Rosen y temía que Rosen pudiera implicarlo en alguna actividad criminal. Para protegerse, Buchalter ordenó su asesinato. El 13 de septiembre de 1936, Harry Strauss, Emanuel Weiss y James Ferraco le dispararon 17 veces en su tienda de dulces en Brooklyn, matándolo instantáneamente. Capone identificó a la víctima y elaboró un plan para los pistoleros.

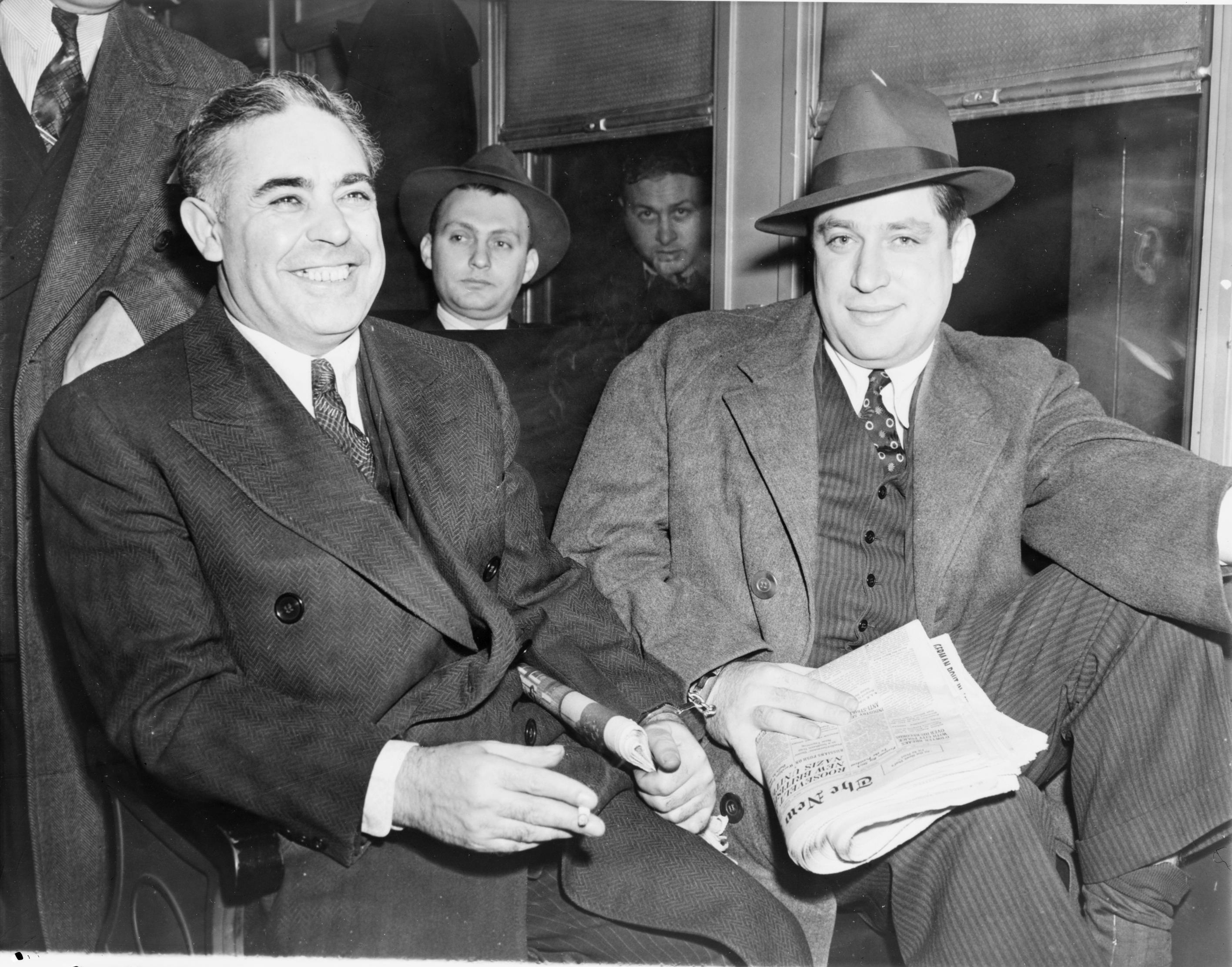
Los sonrientes asesinos convictos Emanuel "Mendy" Weiss (derecha) y Louis Capone, rodeados de detectives, sentados en el ferrocarril New York Central yendo hacia el norte a la prisión de Sing Sing el 3 de diciembre de 1941, el día después de haber recibido sus sentencias.

En 1939, Capone supuestamente participó en el asesinato de Irving Penn. Buchalter le había ordenado planear el asesinato de Philip Orlovsky, un mafioso que estaba cooperando con el gobierno según una investigación de Buchalter. Capone le dio el trabajo de identificar a la víctima al mafioso Jacob "Kuppy" Migden. El 25 de julio de 1939, Migden identificó erróneamente a Penn, un ejecutivo de publicidad, al supuesto sicario Gioacchino "Jack the Dandy" Parisi, quien entonces disparó y mató a Penn frente a su casa en El Bronx.

## Acusaciones
En 1940, Reles se convirtió en testigo del gobierno y ayudó a quebrar Murder, Inc. En cárcel por un cargo de asesinato de 1933, Reles escuchó los ruegos de su esposa y aceptó ayudar a la fiscalía para investigar a Capone y al resto de la organización. A inicios de 1941, como resultado de la asistencia de Reles, Capone fue acusado del asesinato de Penn. Sin embargo, Capone nunca fue a juicio por esos cargos.
El 30 de noviembre de 1941, Capone y los otros acusados fueron declarados culpables de asesinato en primer grado por el ataque de 1936 contra Rosen. En ese momento, la ley del estado de Nueva York sancionaba con la muerte este delito. Durante los dos años y medio que siguieron, Capone y sus coacusados presentaron una serie de apelaciones que culminaron en una revisión del caso por parte de la Corte Suprema. Luego que sus apelaciones culminaron, los condenados presentaron pedidos de clemencia al gobernador de Nueva York que las denegó todas. 

## Muerte
El 4 de marzo de 1944, Louis Capone fue ejecutado en la silla eléctrica de la prisión de Sing Sing en Ossining, Nueva York. Capone no dijo últimas palabras. Luego de su ejecución se ejecutó a Weiss y a Buchalter.
Capone fue enterrado en el Holy Cross Cemetery en Brooklyn.

## En la cultura popular
En la película de 1960 Murder, Inc., Capone fue interpretado por Lou Polan.